# Victor Graeff
Victor Graeff é um município brasileiro do estado do Rio Grande do Sul.

## História
O local onde se situa o município era local de passagem de tropeiros conhecido como Arroio Cochinho e ali paravam para descansar com destino à cidade de Cruz Alta e arredores. As poucas famílias que por ali passavam, fixaram-se formando uma vila, que recebeu o nome de Vila Cochinho, devido a um cocho localizado próximo às citadas vertentes que serviam para, além do abastecimento de água, a lavagem de roupas dos imigrantes que ali se estabeleceram. Com seu desenvolvimento, em 23 de outubro de 1965, surgiu o município de Victor Graeff, emancipado de Não-Me-Toque.

## Toponímia
O nome da cidade é uma homenagem ao advogado e político Victor Oscar Graeff, falecido durante o projeto emancipacionista e um dos grandes responsáveis pela emancipação do município.

## Geografia
Localiza-se a uma latitude 28º33'37" sul e a uma longitude 52º44'54" oeste, estando a uma altitude de 411 metros. Possui uma área de 267,32 km² e um dos mais belos parques do estado, com ciprestes moldados em diversas formas.

## Subdivisões

### Distritos
| Distrito           | População |
| ------------------ | --------- |
| Faxinal            | 325       |
| Polígono do Erval  | 368       |
| São José da Glória | 523       |
| Tio Hugo           | 366       |
| Victor Graeff      | 2 342     |